# Sunset Tan

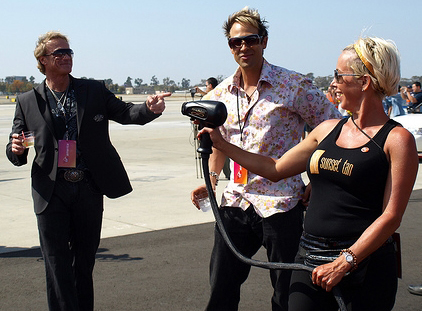
Imagen del artículo Sunset Tan.

Sunset Tan es un reality show estadounidense que se trasmite por el canal de cable E!. El programa muestra los conflictos que se generan entre los empleados del salón de bronceado del mismo nombre. 

## Elenco

### Principales
- Devin Haman
- Jeff Bozz
- Erin Tietsort
- Nick D'Anna
- Janelle Perry
- Keely Williams
- Ania Migdal
- Heidi Cortez
- Holly Huddleston
- Molly Shea
- Jenae Alt

### Celebridades invitadas
- Britney Spears
- Kim Kardashian
- Chelsea Handler
- Traci Bingham
- Shauna Sand-Lamas
- WWE Divas Candice Michelle, Maria Kanellis y Eve Torres
- Daniel Puder
- Chris Kattan
- Pauly Shore
- Kato Kaelin
- Jenna Jameson
- Tito Ortiz
- Spencer Hawes
- Mario López
- Jessica Canseco
- Karina Smirnoff